# E-6
E-6 ist ein standardisierter Farbentwicklungsprozess in der chemischen Fotografie zur Entwicklung von Umkehrfilmen zu Farbdias. Das „E“ steht für Ektachrome; die Bezeichnung stammt von dem Erfinder dieses Verfahrens, Kodak. Andere Unternehmen wie Agfa, Tetenal oder Fujifilm bieten funktional gleichwertige Dia-Entwicklungsprozesse unter anderen Bezeichnungen an, so wurde er beispielsweise von Agfa als AP 44 bezeichnet.

## Geschichte
Der Ektachrome-Prozess E-6 löste ab 1976 bei Kodak den umweltschädlichen Vorgänger E-4 ab, kurz darauf wurde es auch von anderen Herstellern als Standardprozess übernommen. Alle aktuellen Umkehrfilme werden heute im E-6-Verfahren entwickelt; die einzige Ausnahme bildete bis 2009 Kodachrome-Film. Er wurde im wesentlich aufwändigeren K-14-Prozess verarbeitet, der Ende 2010 zum letzten Mal durchgeführt wurde.

## Verarbeitung

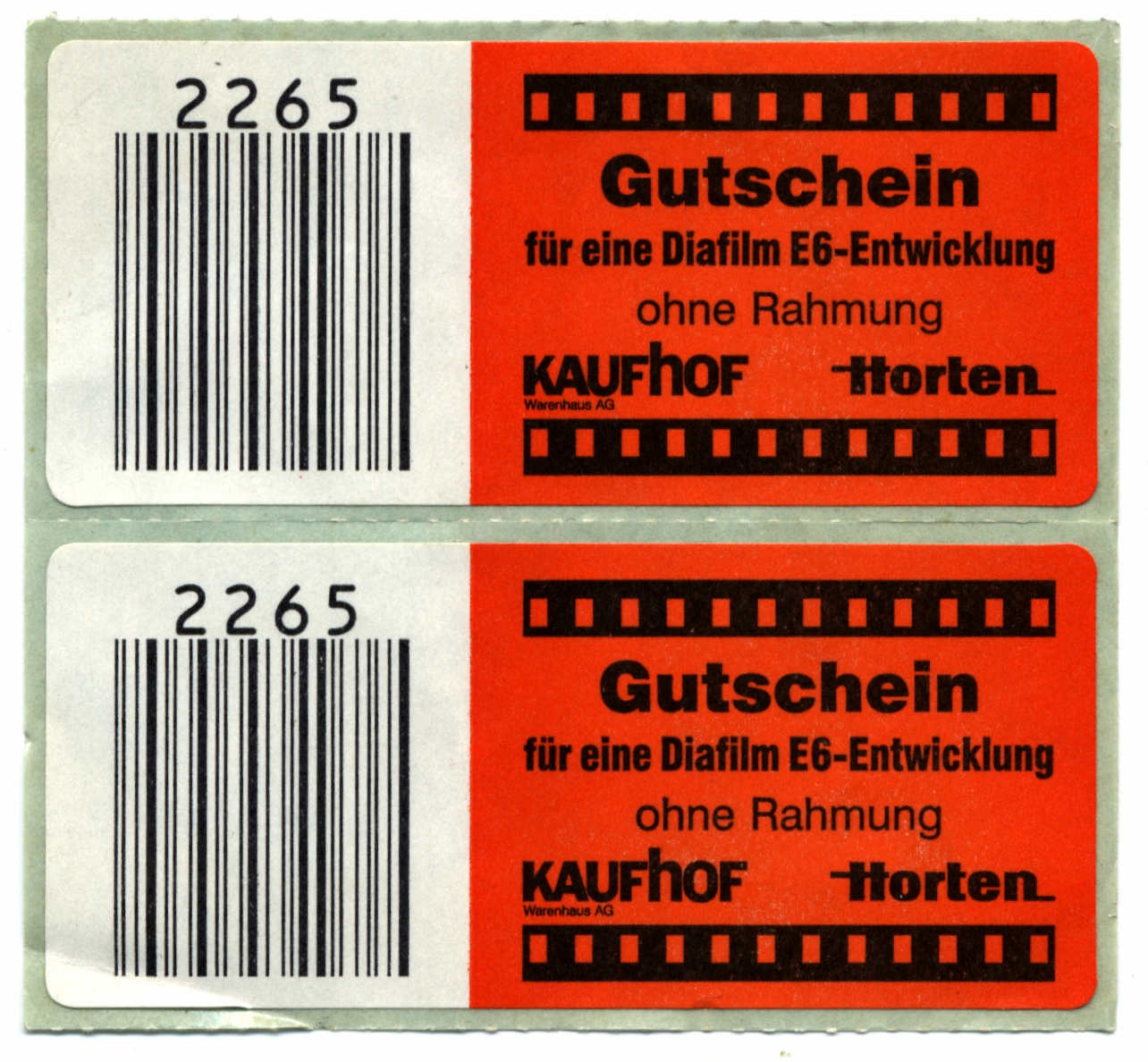
Entwicklungsgutscheine für den E-6-Prozess aus den 1990er-Jahren

Für den E-6-Prozess werden in der ursprünglichen Form sieben Bäder benötigt; er dauert 32 Minuten; eine kürzere und neuere Variante kommt mit drei Bädern aus und dauert 26 Minuten. Die Verarbeitungstemperatur liegt in beiden Fällen bei 38 Grad Celsius.

### Original-Prozess
1. Erstentwicklung
2. Umkehrbad
3. Farbentwicklung
4. Konditionierbad
5. Bleichbad
6. Fixierbad
7. Stabilisierbad

### Verkürzter Prozess
1. Erstentwicklung
2. Umkehr- und Farbentwicklung
3. Bleichfixierbad
4. Stabilisierbad

Durch das Verändern der Prozessbedingungen lassen sich gezielt farbverfälschende Effekte in Dias einführen.